# Bayanzürkh
Bayanzürkh ou Bayanzürh (mongol en écriture cyrillique : Баянзүрх сум) est un Sum (district) de Mongolie dans la province de Khövsgöl.